# Dinu Zamfirescu
Gabriel Toma Nicolae Constantin "Dinu" Zamfirescu (născut la 26 iunie 1929, la București) este un politician român, fost deținut politic, exilat politic în Franța, ziarist la BBC, militant pentru drepturile omului, cercetător al arhivelor comunismului, fondator al Institutului pentru Memoria Exilului Românesc, unul dintre cei 12 membri refondatori ai Partidului Național Liberal (PNL).
În 2003, a fost inițiatorul, fondatorul și președintele Institutului Național pentru Memoria Exilului Românesc (INMER); a fost și președinte al Senatului de onoare al liberalilor, vicepreședinte al Fundației „Horia Rusu”; din 2012, este membru în Colegiul Consiliului Național pentru Studierea Arhivelor Comunismului (CNSAS), din partea PNL; tot în 2012, a fost numit Președintele Consiliului Științific al Institutului de Investigare a Crimelor Comunismului și Memoria Exilului Românescu (IICCMER) .  

## Viața
Gabriel Toma Nicolae Constantin "Dinu" Zamfirescu s-a născut la 26 iunie 1929. Părinții săi erau Gabriel Zamfirescu, avocat și moșier, și Maria-Elena, născută Praporgescu. Bunicul său patern era colonelul Pavel Zamfirescu aghiotant al regelui Carol I, profesor la Școala de Război și văr cu scriitorul Duiliu Zamfirescu, iar bunicul său matern era generalul David Praporgescu. În prefața la un volum despre activitatea din exilul parizian, Dinu Zamfirescu scria: ”Încă de copil am trăit în mediul politic. Întâmplarea și diferitele evenimente familiale au făcut să cunosc direct figuri proeminente politice ale acelor ani ('30-'40). Părinții mei divorțând pe când aveam 4-5 ani, mi-am petrecut copilăria și adolescența atât în cadrul ramurii paterne cât și în cadrul celei materne. Prima era integrată cercurilor politice național țărăniste. Astfel am văzut defilând prin casa bunicii mele, soția, după decesul colonelului Pavel Zamfirescu, a lui Toma Ionescu, pe un Ion Mihalache, pe un Virgil Madgearu sau pe dr. Nicolae Lupu. 
Mama s-a recăsătorit cu Dan Brătianu,
ce mi-a devenit un al doilea tată, fiul Președintelui PNL Constantin (Dinu) I.C. Brătianu. Locuind o bună parte din timp în casa familiei Brătianu, am avut ocazia să cunosc mai toată pleiada de oameni politici liberali de atunci. De la familia Brătianu am avut de învățat ce înseamnă iubirea de țară, rigoarea și corectitudinea cuvântului dat” .   
Dinu Zamfirescu a urmat studiile primare la Școala de băieți nr. 1 Mântuleasa. A urmat studiile liceale la Liceul "Spiru Haret". Dinu Zamfirescu a fost prima dată arestat pe 8 noiembrie 1945, în urma participării la marele miting în favoarea Regelui Mihai I, prima manifestație anticomunistă de amploare,  și încarcerat la fosta Prefectură de Poliție, apoi la Regimentul de Panduri ”Tudor Vladimirescu” (unitate românească rusificată compusă din foști prizonieri români de pe frontul antisovietic), iar în cele din urmă la Penitenciarul Jilava  După acel moment s-a înscris în Tineretul Liberal, devenind mai târziu Președintele Organizației Colegiale a elevilor liberali, care făcea ”parte din structurile interne ale PNL”. . Pentru participarea la mitingul din 8 noiembrie 1945 a fost exmatriculat. Au urmat alte patru arestări, făcute mai întâi de către Siguranță, apoi, după 1948, de Securitate, ultima la Cluj, în 1956, pe fondul represaliilor legate de Revoluția din Ungaria, începută de liderul comunist maghiar Nagy Imre. Între arestări, Dinu Zamfirescu a încercat să își continue educația, dar a avut mari probleme.   
În 1947, a dat admitere la Facultatea de Drept a Universității București, fiind admis, iar amintirile sale din acea perioadă sânt relevante pentru modul în care s-a produs rapid comunizarea mediului universitar, prin epurare academică, schimbarea programelor, dominația partidului totalitar în toate structurile decizionale academice, inclusiv la nivelul organizațiilor studențești; acestea din urmă erau la început erau dominate de către studențimea democratică (liberali, țărăniști, social-democrați), dar în scurtă vreme au ajuns să fie controlate de către studenții comuniști, foarte implicați în campaniile de denunțare și exmatriculare masivă a propriilor colegi, cu ”origini nesănătoase”. În mai 1949, spre finele anului universitar, a fost ”demascat” și exmatriculat din Facultatea de Drept a Universității București, în urma susținerii unei lucrări de seminar în care argumenta contra instituirii pedepsei cu moartea în România.   
Cea de-a doua arestare a lui Dinu Zamfirescu, de către Securitate, s-a petrecut în urma unui denunț: ”Eram încă în pat, bolnav, dar mă simțeam mai bine, când o echipă de securiști a venit să mă aresteze. Arestarea s-a datorat unui denunț prin care se sesizase că la moșia noastră s-au găsit arme în pereții dubli ai magaziei de cereale. Armele fuseseră aduse de tata (erau arme sovietice) de pe front, unde fusese, și ascunse când s-a întors. Ideea noastră era că ele ar fi putut fi utile în cazul unui război între occidentali și sovietici, la care să participăm și noi contra comuniștilor de aici”.   
În 1950, a fost exmatriculat din Facultatea de Istorie, pentru ca în 1957 să fie exmatriculat din Facultatea de Drept a Universității din Cluj. Dinu Zamfirescu a lucrat în mai multe munci necalificate, ”fiind căutat de Securitate și stând ascuns în București, am plecat pe diverse șantiere de construcții din țară calificându-mă ca normator și inginer normator. M-am încadrat apoi la Cluj în activitatea de construcții, ca diriginte de șantier, înscriindu-mă din nou la Facultatea de Drept. Am fost iarăși arestat la Cluj de Securitate pentru <<crimă de înaltă trădare>>, apoi anchetat la Securitatea Capitalei și depus la Jilava fiind judecat de Tribunalul MAI. Intervenind o destindere pe plan politic internațional s-a reconsiderat încriminarea și am fost eliberat după mai multe luni de detenție și anchete dure. 
După doi ani, în urma unui denunț, am fost exmatriculat din nou”.  
Din ianuarie 1972 reîncep persecuțiile Securității, din pricina faptului că sora sa, Dina Brătianu, căsătorită Missirliiu, emigrase. Abia în 1973 a reușit să absolve Facultatea de Drept a Universității din București.  A făcut 23 de cereri către autoritățile comuniste pentru a i se permite emigrarea, toate refuzate, dar până la urmă a fost ”vândut” de către Securitate și ”(răs)cumpărat” de către rudele sale din Franța, pentru suma de $ 6.000.   
Dinu Zamfirescu a devenit corespondentul Secției Române a postului britanic BBC la Paris. În emigrație, Dinu Zamfirescu a fost extrem de activ în organizațiile care luptau pentru cetățenii asupriți de regimurile comuniste totalitare, din România și din alte țări: a fondat la Paris prima asociație a foștilor deținuți politici din România (împreună cu Radu Câmpeanu, viitorul președinte al PNL, și Liviu Nicola), editând și buletinul Curier; a înființat „Clubul de gândire și acțiune liberală” (împreună cu Radu Câmpeanu și Ion Vitez), unde se schițau soluții pentru o posibilă Românie postmarxistă; ca publicist, a contribuit la presa exilului românesc (BIRE, Lupta, Dialog, Curierul Românesc, BBC, Europa Liberă, Vocea Americii, Radio France International) ; a fost membru în Liga pentru Apărarea Drepturilor Omului în România, cu sediul la Paris, împreună cu Sanda Stolojan, Mihnea Berindei, Ariadna Combes; a militat în cadrul acțiunii „Villages Roumains” pentru salvarea satelor din România de acțiunea comuniștilor ceaușiști de sistematizare și demolare a construcțiilor tradiționale; în anii 1988 și 1989, împreună cu Neagu Djuvara, Radu Portocală și Dan Culcer animă o emisiune românească de radio „Solidarnosc” de la Paris; a fost membru fondator al Asociației Pro-Basarabia și Bucovina, și coautor al volumului Pământuri Românești, editat de Asociație. În Franța, Dinu Zamfirescu a devenit profesor de „Dreptul Construcțiilor” în cadrul Academiei Creteil din împrejurimile Parisului. În timpul evenimentelor din decembrie 1989 care au dus la căderea regimului comunist totalitar din România, a fost invitat zile întregi să comenteze „live” (la France3, RTL, RTL Radio) răsturnarea regimului, procesul soților Ceaușescu și executarea acestora. Pe 29 decembrie 1989 s-a îmbarcat în primul avion care a zburat de la Paris la București, revenind în țara natală, unde a participat la reînființarea Partidului Național Liberal.  
După reînființarea PNL, Dinu Zamfirescu a fost extrem de implicat în definirea și redefinirea traiectoriei politice a partidului.